# Casa Comú de Palafolls
La Casa Comú de Palafolls és la seu de l'ajuntament del municipi de Palafolls (Maresme) inclòs en l'Inventari del Patrimoni Arquitectònic Català. Es troba al centre de la vila de les Ferreries. La casa Comú és molt important a aquesta zona, ja que és al punt de partida del creixement del nucli urbà. L'edifici és de principis del segle xviii, encara que les Ferreries hom les data al segle xvii.
La casa del Comú, fins al segle xix representava el govern de la jurisdicció que els Montcada i després els Medinacelli tenien a la zona. A la porta principal de la Plaça Major hi ha una llinda a la que hi ha gravada la data "1701" -probablement l'any que es construí l'edifici- i "1988" -any de remodelació de l'edifici: descobrint la pedra de la façana, posant un nou balcó, actuació prevista dins la recent remodelació de la Plaça Major-. Al davant s'hi ha instal·lat un safareig que fa de font.